# Ninagawa Noritane
Ninagawa Noritane (蜷川 式胤), né le 18 juin 1835 à Kyoto et mort le 21 août 1882 à Tokyo, était un historien de l'art, archéologue et collectionneur d'art japonais. Fonctionnaire aux affaires culturelles sous l'empereur Meiji, il est à l'origine des premiers musées nationaux au Japon, notamment le musée national de Tokyo. Grand amateur de poterie japonaise, il constituera une des plus importantes collections en son temps. Au cours de sa carrière, il se liera d'amitié avec plusieurs chercheurs et artistes étrangers tels que Edward S. Morse, Edoardo Chiossone ou encore Heinrich von Siebold. Ninagawa Noritane publiera également plusieurs ouvrages afin de promouvoir l'art et la culture japonaise à l'international.